# メジャーリーグテーブルテニス
メジャーリーグテーブルテニス (英:Major League Table Tennis) は2023年に創立されたアメリカ初のプロ卓球リーグである。
MLTTと略されることが多い。

## ルール
東地区と西地区に分かれ、両リーグの勝率において上位2チームがプレーオフ(ファイナル4)に出場する権利を得る。原則、金曜、土曜、日曜に試合が行われる。

## ドラフト制度について
レギュラーシーズン開始前に公開ドラフトが行われる。世界各国誰でもエントリー可能。

## 交流戦について
東西のチーム同士の対戦がレギュラーシーズン中に行われ、結果はプレーオフ(ファイナル4)争いに関わる。

## プレーオフについて
プレーオフ(ファイナル4)は初日に準決勝、翌日に決勝と3位決定戦が実施される。

## チーム編成
| 番号 | マッチアップ     | プレーヤー  | ゲーム                | 勝利ポイント |
| ---- | ---------------- | ----------- | --------------------- | ------------ |
| 1    | シングルス       | A-B         | 11点先取3ゲームマッチ | 3            |
| 2    | シングルス       | C-D         | 11点先取3ゲームマッチ | 3            |
| 3    | ダブルス         |             | 11点先取3ゲームマッチ | 3            |
| 4    | シングルス       | C-D         | 11点先取3ゲームマッチ | 3            |
| 5    | シングルス       | A-B         | 11点先取3ゲームマッチ | 3            |
| 6    | ゴールデンゲーム | 各チーム5人 | 21点先取1ゲームマッチ | 6            |

団体戦1試合につき21ポイントが配点される。プレーヤーが取ったゲーム数がチームの得点となる。(3-0で勝利:3ポイント、1-2で敗北:1ポイント)

## 特殊ルール

### チーム編成
各チーム最低1人は女性選手を出場させなければならない。2ndシーズン(2024/25)からは最低1人のシングルスへの出場が定められた。

### オープンサーブダブルス
3rdシーズン(2025/26)からはダブルスにおいて「オープンサーブダブルス」を導入。国際卓球連盟が定め、ほぼ全ての国のリーグで採用されているルールである「コートの右半面から対角線上の相手の右半面にサーブを出す」というものを撤廃し、シングルスと同様にサーバー側のどこからでもサーブが出せるようになった。

### サーブクロック
サーバーとレシーバーのポイント間における最大時間は18秒、タオル休憩後は25秒。

### インスタントリプレイ
プレーヤーはネットやエッジボール、ダブルスにおいてのサーブ違反、プレーヤーへのボールタッチなどにチャレンジを要求できる。

### ゴールデンポイント
全てのシングルスとダブルスの試合は11点先取3ゲームマッチ。10-10になった場合は1点先取した方がゲームを取る。

### ゴールデンゲーム
シングルスとダブルスでリードしているチームが何点リードかによって、開始時のポイントが変わる。最大で5-0から試合開始。
5人のプレーヤーが4ポイント毎に交代し、21点先取した方がゲームを取る。1人あたりサービス2回とレシーブ2回分プレーする。

## チーム一覧

### 東地区(2025/26シーズン)
| チーム名                     | 創設年 | 主な選手                                         |
| ---------------------------- | ------ | ------------------------------------------------ |
| アトランタブレイザーズ       | 2025   | 大島祐哉、加山裕、Andrea Todorovic、Minhyung Jee |
| プリンストンレボリューション | 2023   | 趙勝敏、金光宏暢、鄭先知                         |
| フロリダクロックス           | 2023   | リアム・ピッチフォード、酒井明日翔               |
| カロライナゴールドラッシュ   | 2023   | リー・エドワード、ワン・ユージン、林兆恒         |
| ニューヨークスライス         | 2025   | 丹羽孝希、Amir Hodaei                            |

### 西地区(2025/26シーズン)
| チーム名               | 創設年 | 主な選手                                                      |
| ---------------------- | ------ | ------------------------------------------------------------- |
| シカゴウインド         | 2023   | エマニュエル・ルベッソン、ジャン･モー、ロベルト・ガルドシュ   |
| ベリエリアブラスターズ | 2023   | チャン・リリー、馬金宝、エリック・ジョウチ、黄彦誠            |
| ロサンゼルススピナーズ | 2023   | コウ・レイ、リュボミール・ピシュティ、アレクサンドル・ロビノ  |
| テキサススマッシュ     | 2023   | ワン・エイミー、笠原弘光、Nandan Naresh、ジョアン・モンテイロ |
| ポートランドパドラーズ | 2023   | Sid Naresh、イェンス・ルンクウィスト、面田采巳、姜東秀        |

## 日本からの参加選手

### 3rdシーズン(2025/26)
ニューヨークスライス:丹羽孝希
アトランタブレイザーズ:大島祐哉、加山裕
ポートランドパドラーズ:面田采巳
テキサススマッシュ:笠原弘光
フロリダクロックス:酒井明日翔
プリンストンレボリューション:金光宏暢

## 過去の記録
| シーズン | 1位                        | 2位                          | 3位                    |
| -------- | -------------------------- | ---------------------------- | ---------------------- |
| 2023/24  | テキサススマッシュ         | プリンストンレボリューション | ベイエリアブラスターズ |
| 2024/25  | カロライナゴールドラッシュ | テキサススマッシュ           | ベイエリアブラスターズ |

## スポンサー

### 公式用具
タマス:1stシーズン(2023/24)～

### オリジナルユニホーム
タマス:2ndシーズン(2024/25)～